# Joachim Ruhuna
Joachim Ruhuna (* 27. Oktober 1933 in Nyabikere, Königreich Burundi; † 9. September 1996 in Gitega, Burundi) war ein burundischer Geistlicher und römisch-katholischer Erzbischof von Gitega.

## Leben
Ruhana gehörte der Ethnie der Tutsi an. Er besuchte das Knabenseminar von Burasira und studierte dann in Mugera. Er erhielt seinen Abschluss in Theologie im kongolesischen Kinshasa und empfing am 18. September 1962 die Priesterweihe für das Erzbistum Gitega. Nach einer Studienzeit in Rom wurde er 1970 Rektor des Seminars von Bujumbura.
Am 13. April 1973 wurde er von Papst Paul VI. zum ersten Bischof der mit gleichem Datum errichteten Diözese Ruyigi ernannt. Der Erzbischof von Gitega, André Makarakiza MAfr, spendete ihm am 25. Juli desselben Jahres die Bischofsweihe. Mitkonsekratoren waren der Bischof von Bujumbura, Michel Ntuyahaga, und der Bischof von Ngozi, Stanislas Kaburungu.
Am 28. März 1980 wurde er von Papst Johannes Paul II. zum Koadjutorerzbischof von Gitega ernannt. Mit dem Rücktritt André Makarakizas folgte er diesem am 6. November 1982 als Erzbischof von Gitega nach.
In den Völkermorden in Burundi, denen auch viele Mitglieder seiner Familie zum Opfer fielen, setzte er sich für Versöhnung, Frieden und Dialog zwischen Hutu und Tutsi ein. Am 13. Juli 1996 verurteilte er während der Beerdigung der 306 Opfer des Massakers von Bugendana die Täter des Gemetzels scharf.
Am 9. September 1996, kurz nach 16.30 Uhr, wurde er auf dem Weg nach Gitega, zusammen mit einer Ordensschwester und einem anderen Katholiken, von einer bewaffneten Bande ermordet. Die Leiche wurde entfernt und am 17. September in einem Massengrab etwa drei Kilometer vom Ort des Hinterhalts entfernt gefunden.
Die Trauerfeier fand am 19. September statt, an ihr nahmen Kardinal Jozef Tomko, Präfekt der Kongregation für die Evangelisierung der Völker, Emil Paul Tscherrig als Apostolischer Nuntius in Burundi sowie alle burundischen Bischöfe teil. Er wurde in der Kathedrale seiner Diözese beigesetzt und ihm wurde ein Denkmal errichtet.